# Virtualizace síťových funkcí
Virtualizace síťových funkcí (anglicky Network functions virtualization, NFV) je koncept síťové architektury, který využívá technologie virtualizace pro virtualizaci celých tříd funkcí síťových uzlů do stavebních bloků, které se mohou propojovat nebo řetězit a vytvářet a poskytovat komunikační služby.
NFV se opírá o tradiční techniky serverové virtualizace, které se používají např. v podnikovém IT. Virtualizovaná síťová funkce neboli VNF je implementována pomocí jednoho nebo více virtuálních strojů nebo kontejnerů, na nichž běží různý software a procesy na komerčně dodávaných (anglicky commercial off the shelf, COTS) výkonných serverech, přepínačích a úložných zařízeních nebo dokonce na infrastruktuře cloud computingu, místo toho, aby pro každou síťovou funkci existoval samostatný počítač nebo jiné zařízení, čímž se zamezuje uzamčení na jednoho dodavatele.
K ochraně sítě by například mohlo být nasazen virtuální Session Border Controller, aniž by bylo nutné vynaložit obvyklou cenu a komplikace se pořízením a instalací fyzických jednotek pro ochranu sítě. Dalšími příklady NFV jsou například virtualizované vyrovnávače zátěže, firewally, zařízení pro detekci narušení a akcelerátory WAN.
Oddělení softwaru síťových funkcí od přizpůsobené hardwarové platformy realizuje flexibilní síťovou architekturu, která umožňuje agilní správu sítě, rychlé zavádění nových služeb s výrazným snížením CAPEX a OPEX.

## Cloudově nativní síťová funkce
Od roku 2018 začalo mnoho poskytovatelů VNF migrovat mnoho svých VNF na kontejnerovou architekturu. Takové VNF známé také jako Cloudově nativní síťové funkce (CNF) využívají mnoho inovací běžně nasazovaných v internetové infrastruktuře. Patří mezi ně automatické škálování, podpora modelu kontinuálního doručování / nasazení DevOps a zvýšení efektivity díky sdílení společných služeb napříč platformami. Díky vyhledávání a orchestraci služeb bude síť založená na CNF odolnější proti výpadkům infrastrukturních zdrojů. Využití kontejnerů, a tedy zbavení se režie vlastní tradiční virtualizaci díky eliminaci hostovaného operačního systému, může výrazně zvýšit efektivitu využití zdrojů infrastruktury.